# Bombus convexus
Bombus convexus là một loài Hymenoptera trong họ Apidae. Loài này được Wang mô tả khoa học năm 1979.